# Мостище (Белыничский район)
Мостище — деревня в составе Вишовского сельсовета Белыничского района Могилёвской области Белоруссии.

## Географическое положение
Ближайшие населённые пункты: Пряльня, Лямница, Крюки.